# Верхне-Тагильская волость
Верхне-Таги́льская во́лость — административно-территориальная единица в Екатеринбургском уезде Пермской губернии Российской империи и Екатеринбургской губернии РСФСР. Волостное селение — Верхне-Тагильский завод (ныне город Верхний Тагил).

## География
Верхне-Тагильская волость располагалась в северо-западной части Екатеринбургского уезда, в верховьях реки Тагил.
В составе волости было три населённых места:
- завод Верхне-Тагильский (волостной центр, нынешний город Верхний Тагил),
- деревня Воробьи (ныне не существующая),
- деревня Калата (ныне город Кировград).

Волостное селение — Верхне-Тагильский завод (будущий Верхний Тагил) — располагалось на юго-востоке волости, а сама волость простиралась далеко на северо-запад.
Не все земли нынешнего Кировграда были в составе Верхне-Тагильской волости. Она включала деревню Калату, которая располагалась на юге современного города. Деревня Копотина, вошедшая в состав города, располагается в северной его части. Копотина входила в состав соседней Нейво-Рудянской волости.
Верхне-Тагильская волость граничила:
- на севере — с Висимо-Уткинской волостью Верхотурского уезда,
- на западе — с Илимской волостью Кунгурского уезда,
- на юго-западе — с Шайтанской волостью Красноуфимского уезда,
- с другими волостями Екатеринбургского уезда:
  - на юго-западе и юге — с Нижнесельской,
  - на юго-востоке — с Верх-Нейвинской,
  - на востоке — с Нейво-Рудянской и Шуралинской,
  - на северо-востоке — с Невьянской.

В ходе административно-территориальной реформы в 1923 году волость была упразднена, а её населённые пункты вошли в состав новообразованного Невьянского района Екатеринбургского округа Уральской области.

## Население
Согласно данным из Списков населённых мест Пермской губернии общая численность населения Верхне-Тагильской волости в начале XX века составляла около 7 тысяч человек. Крестьяне принадлежали к разрядам бывших государственных и помещичьих. Волость заселял русский народ, по вероисповеданию — православные и старообрядцы, в том числе единоверцы.

### Численность населения на 1904 год
| Сельские общества           | Населённые пункты       | Число дворов | Население | Численность мужчин | Численность женщин |
| --------------------------- | ----------------------- | ------------ | --------- | ------------------ | ------------------ |
| 1-е и 2-е Верхне-Тагильское | завод Верхне-Тагильский | 1116         | 6252      | 3101               | 3151               |
| Воробьёвское                | деревня Воробьи         | 55           | 395       | 189                | 206                |
| Воробьёвское                | рудник Калата           | 62           | 210       | 107                | 103                |
| Всего по волости            | Всего по волости        | 1233         | 6857      | 3397               | 3460               |

### Численность населения на 1908 год
| Сельские общества           | Населённые пункты       | Число дворов | Население | Численность мужчин | Численность женщин |
| --------------------------- | ----------------------- | ------------ | --------- | ------------------ | ------------------ |
| 1-е и 2-е Верхне-Тагильское | завод Верхне-Тагильский | 1207         | 6677      | 3327               | 3350               |
| Воробьёвское                | деревня Воробьи         | 63           | 396       | 200                | 196                |
| Калатинское                 | деревня Калата          | 46           | 216       | 117                | 99                 |
| Всего по волости            | Всего по волости        | 1316         | 7289      | 3644               | 3645               |